# Tlokweng
Tlokweng is een dorp in het district South-East in Botswana. De plaats telt 36323 inwoners (2011).

## Sport
- Black Peril FC